# Tom Verlaine
Tom Verlaine, ursprungligen Thomas Miller, född 13 december 1949 i Denville Township i Morris County, New Jersey, död 28 januari 2023 i New York, var en amerikansk sångare, gitarrist och låtskrivare, mest känd som frontman i rockbandet Television 1973–1978, 1992–1993 och 2002–2004. Efter Televisions första splittring 1978 arbetade han även som soloartist. Verlaine har tagit sitt namn från den franska symbolistpoeten Paul Verlaine.
Verlaine hade under senare år blivit en alltmer introvert musiker, som inte gärna blev igenkänd av fans. Han svarade nästintill alltid "nej" på frågan om han är Tom Verlaine från Television, ofta följt av ett skratt. Denna attityd var ett av Verlaines kännetecken och många intervjuande journalister har sagt att Verlaine inte verkar intresserad av att berätta om sig själv och sin musik. Obekväma frågor besvarade Verlaine ofta med tystnad samtidigt som han tittade ned i bordet eller på en av sina fågelkloliknande fingrar.
Han beskrev sin musik som "Quirky pop". Termen är från Verlaines sida menad som en skämtsam benämning på den musik han tycker sig utöva.

## Diskografi, solo

### Album
- 1979 – Tom Verlaine
- 1981 – Dreamtime
- 1982 – Words from the Front
- 1984 – Cover
- 1987 – Flash Light
- 1990 – The Wonder
- 1992 – Warm and Cool
- 1996 – The Miller's Tale: A Tom Verlaine Anthology
- 2006 – Songs and Other Things
- 2006 – Around

### Singlar
- 1981 – "Always"
- 1982 – "Postcard from Waterloo"
- 1984 – "Let go the Mansion"
- 1984 – "Five Miles of You"
- 1987 – "A Town Called Walker"
- 1987 – "Cry Mercy, Judge"
- 1987 – "The Funniest Thing"
- 1987 – "The Scientist Writes a Letter"
- 1989 – "Shimmer"
- 1990 – "Kaleidoscopin"